# 板倉勝興
板倉 勝興（いたくら かつおき）は、江戸時代中期の大名。備中国庭瀬藩3代藩主。官位は従五下・摂津守。重宣流板倉家4代。

## 略歴
2代藩主板倉昌信の長男として誕生。
享保15年（1730年）、父の死去により家督を継ぐ。藩政に見るところもなく、天明4年（1784年）3月9日に家督を長男の勝志に譲って隠居した。

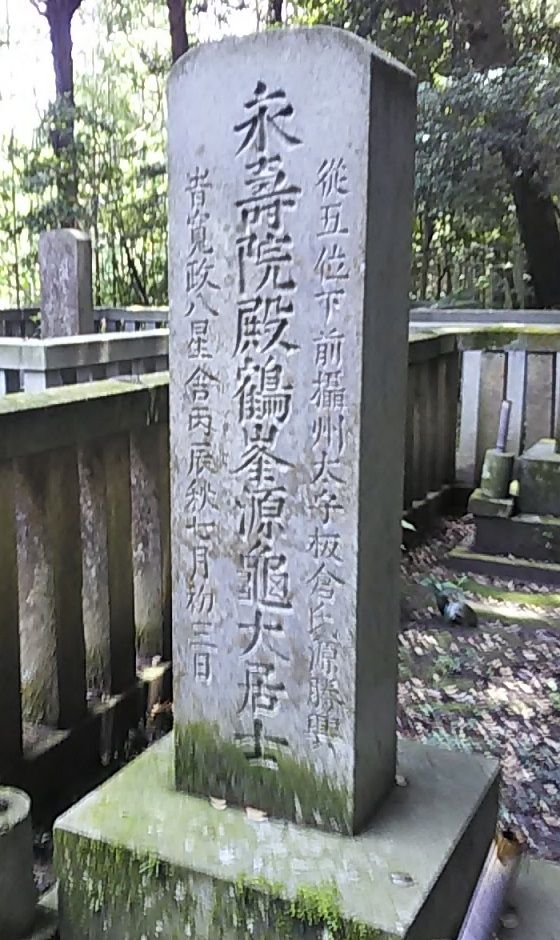
板倉勝興の墓(西尾市・長圓寺)

寛政8年（1796年）7月4日、75歳で死去した。法号は永寿院鶴峰源亀大居士。

## 系譜
- 父：板倉昌信（1700-1730）
- 母：宮本氏
- 正室：植村家敬の長女
  - 長男：板倉勝志（1745-1785）
- 継室：植村家敬の三女
- 側室：西村氏
- 側室：関氏
- 側室：大宮氏
- 生母不明の子女
  - 次男：板倉勝紀
  - 三男：巨勢至親 - 巨勢至忠の養子
  - 四男：板倉勝喜（1765-1842） - 板倉勝志の養子
  - 女子：大久保教倫婚約者
  - 女子：永井直諒正室
  - 女子：板倉勝宦正室